# 蒲生郷喜
蒲生 郷喜（がもう さとよし、生没年不詳）は、戦国時代から江戸時代初期にかけての武将。通称は源三郎、後に源左衛門尉。蒲生郷成の長男。弟は蒲生郷舎。妻は内藤政長の娘。なお、真田信繁（幸村）の娘を郷喜の妻とする説があるが、郷喜の子孫に伝わる系譜は妻を政長の娘と伝えており、後述の寛永蒲生騒動の経緯からして信繁の娘は郷喜の息子の妻であった可能性が高い。

## 経歴
柴田勝家の家臣から蒲生氏郷・秀行の家臣となった父の郷成は蒲生騒動を機に仕置（家老）を務め、関ヶ原の戦い後に仕置の地位から退いたものの守山城、後に三春城を与えられ、2人の息子（郷喜・郷舎）と合わせて45,000石を与えられた。
ところが、新しく仕置に任じられた岡重政と郷成が次第に対立を深め、慶長14年（1609年）に郷成とその支持者は出奔する。郷喜兄弟もこれに従い、藤堂高虎に仕官している（なお、父の郷成は徳川家康を頼って駿府に移ったとする説がある）。
その後、慶長18年（1613年）になって新しく当主になった蒲生忠郷の下で、生母の振姫（徳川家康の娘）と対立した岡重政が江戸幕府の介入で処刑されると、家康の仲介によって郷成父子を三春城に戻すことになった。しかし、慶長19年（1614年）三春に戻る途中の郷成が急死したため、郷喜兄弟を三春城に置き、郷喜に30,000石、郷舎に15,000石を与えられた。
しかし、元和2年（1616年）、郷喜は新しく仕置に任じられた町野幸和とも対立して、再び弟と共に出奔して藤堂高虎に仕えている。しかし、事情は不明であるが、元和6年（1620年）には藤堂家からも追放されている。この頃、町野幸和が別の対立によって仕置を辞任したこともあり、寛永元年（1624年）に兄弟は蒲生家に復帰した。しかし、禄高は大幅に減らされて、郷喜は15,000石（一説には10,000石）、郷舎には10,000石が与えられた（出奔以前は家中最大の禄高を得ていたが、復帰後は白川城28,000石余りを安堵されていた町野幸和と逆転されたことになる）。
寛永4年（1627年）、蒲生忠郷が没して、弟の忠知が家督を継いだが、会津60万石から松山24万石に減転封されることになった。郷喜は7,000石を与えられるが、町野幸和が浪人となった（後に幕府に仕える）こともあり、再び家中最大の禄高となった。また、弟の郷舎が仕置に任じられ、郷喜自身もそれに次ぐ大与頭に任じられた。
寛永5年（1628年）、主君の蒲生忠知は江戸幕府の仲介を受けて、内藤政長の七女の正寿院を娶る。政長は徳川家譜代の家臣から磐城平藩主に出世した人物であるが、郷喜は以前より政長の娘、つまり正寿院の姉を妻としていたことから、家臣である郷喜が主君である忠知の義兄になることとなり、郷喜はその立場を利用して2度の出奔で喪われた家中での立場の回復に乗り出した。
しかし、当時の松山藩の仕置4名のうち、郷舎を除く3名福西宗長・岡清長・志賀重就が郷喜兄弟の台頭に危機感を抱き、大与頭の一人で郷喜に次ぐ禄高を持つ関元吉（一利）と共に郷喜兄弟の排除を画策した。
寛永7年（1630年）秋、明正天皇即位を祝う使者として郷喜が上洛したのを好機とみた福西らは主君の忠知に郷喜兄弟を訴えた（一説には直接江戸幕府に提訴したとも）。忠知からの報告でこれを知った幕府は、寛永8年（1631年）に入ると蒲生忠知・蒲生郷喜・福西宗長・関元吉ら騒動当事者らを召還、忠知と郷喜及び嫡男の源三郎は2月までに江戸に到着しているが、審議そのものは長期化することになる。
寛永9年7月10日巳刻（1632年8月25日午前9時頃）、江戸城白書院にて御三家当主や幕閣らが見守る中、将軍徳川家光御前での当事者同士の対決が実施された。
『徳川実紀』（「大猷院殿御実紀」）によれば、福西らは郷喜が①幕府の許しも無く松山城内に新しい櫓を建設したこと②真田信繁（幸村）の娘を自分の息子の妻にしたことが幕府に対する敵意の表れであるとした。これに対して郷喜は①については藩主の忠知より幕閣に申請を行って事前に許可を得ている。②については滝川一積（真田信繁の妹の趙州院の夫）が自分の娘であるとして息子に嫁がせており、この訴えがあるまで信繁の娘である事実を知らなかった、と反論、そのため証人として呼ばれた滝川一積は福西らの主張を事実と認めた上で、自分は真田家の縁戚なので信繁の遺族を放置することが忍びなく本多正純に相談したところ、娘であれば養女として育てても良いとの回答を得たので自分が育てた、と証言した。11日、関係者は酒井忠世邸に呼ばれて裁決の結果と処分が通知され、郷喜は主張は認められたものの騒動の責任を取らされて蟄居を命ぜられ、福西宗長は伊豆大島に遠島、蒲生郷舎・関元吉・岡清長・志賀重就も騒動の責任を取らされて領内から追放となった（寛永蒲生騒動）。しかし、その後の史料を見ると、郷喜は弟の郷舎が持っていた3,000石分の加増を受けており、依然として家中に大きな影響力を有していたとみられる。また、郷喜が松山時代に水無又兵衛という山賊を退治したという伝承が残されている。
寛永11年（1634年）8月、蒲生忠知が急死し、男子がいなかったために蒲生氏は御家断絶となるが、小浜藩主の酒井忠勝が郷喜の武勇を評価して7,000石で召し抱え、また追放された弟の郷舎の呼び戻しも許されている。しかし、寛永18年（1642年）以降は郷喜とその一族の名前は史料から姿を消している。その後の郷喜と嫡男の郷行（源三郎、作左衛門、内膳正）の消息は不明であるが、郷行の子の郷則は広島藩主浅野光晟（蒲生忠知の異父弟）に仕えた後に、郷喜の妻の実家である磐城平藩主内藤義泰（政長の孫）に仕えて、子孫は内藤家の延岡藩転封に従い、後に姓を堀と改めたと伝えられている。郷則の弟とされる郷武は正保3年（1646年）に高松藩主松平頼重に仕官して200俵を与えられ、御歩行頭に任じられて300俵10人扶持に至るも寛文7年（1667年）に40歳で没し、子孫はそのまま高松藩に仕えたという。磐城平（延岡）の子孫の系図と高松の子孫の系図は互いに相手方に触れており、2つの末裔の家が同族であることを示している。